# Precision Bass
Fender Precision Bass (Фендер пресижън бейс), известен още като P-Bass (Пи-бейс), е музикален инструмент от групата на струнните инструменти.
Това е първият модел електрическа бас китара, разработен от създателя на компанията „Фендер“ Лео Фендер и пусната официално в продажба през 1951 г.

## История
Първата в историята електрическа бас китара с масивно тяло и гриф с прагчета е създадена през 30-те години на XX век от компанията „Аудиовокс“ в Сиатъл, САЩ. Но тя така и не се налага на пазара на музикални инструменти. Което обаче се случва с разработения в края на 40-те години Fender Precision Bass, превърнал се в първата масово произвеждана електрическа бас китара, най-продавания подобен инструмент в света, произвеждан и използван и до днес.
Подобно на популярността, която придобива електрическата китара Fender Stratocaster покрай употребата ѝ от Джими Хендрикс, за разпространението на Fender Precision Bass важна роля изиграва нейната употреба от Бил Блек – басиста на Елвис Пресли. Той за първи път използва P-Bass китара по време на снимките на филма Jailhouse Rock, като появата му предизвиква огромен интерес към инструмента.

## Дизайн
Оригиналният Precision от 1951 г. в основата си е копие на дизайна на електрическата китара Fender Telecaster. През 1953 г. формата на бас китарата е преработена с цел по-голямо удобство при свирене. Тогава и използваният електрически адаптер е разделен на две половини с противоположни намотки за намаляване на шума.
През седемдесетте години на XX век за кратко са пуснати в продажба и бас китари без прагчета на грифа. Сред басистите, свирили на този тип бас китари, са Стинг и Тони Франклин – за всеки от които компанията „Фендер“ изработва специални инструменти от този тип за лична употреба.